# Alberto Kalach
Alberto Kalach (Ciudad de México, 1960) es un arquitecto mexicano renombrado por su innovador enfoque en el diseño arquitectónico y urbano. Conocido por su habilidad para integrar la naturaleza y la arquitectura moderna, Kalach ha dejado una huella indeleble en el paisaje urbano de México y ha ganado reconocimiento internacional por su enfoque sostenible y visionario.
Egresado de la Universidad Iberoamericana, Kalach ha perfeccionado un estilo que se destaca por su sensibilidad hacia el entorno y el uso creativo de espacios abiertos y luz natural. Su carrera despegó con proyectos que desafiaban las normativas convencionales, llevándolo a ser una figura central en la arquitectura contemporánea mexicana. Entre sus obras más destacadas se encuentra la Biblioteca Vasconcelos, considerada una de las bibliotecas más grandes y modernas de América Latina, y el proyecto del Parque Texcoco, un ambicioso plan para revitalizar una vasta área de terreno baldío en la Ciudad de México.
La obra de Kalach no solo ha sido reconocida por su belleza estética y funcionalidad, sino también por su compromiso con la sostenibilidad y el impacto social. A través de su trabajo, Kalach busca no solo construir edificios, sino también crear espacios que fomenten la comunidad y la interacción, reflejando así su visión de una arquitectura que va más allá de la forma y función para convertirse en un agente de cambio social y ambiental.

## Trayectoria
Alberto Kalach completó sus estudios en arquitectura en la Universidad Iberoamericana, y posteriormente en la Cornell University en Ithaca, Nueva York. Su formación académica se vio enriquecida con una amplia gama de experiencias internacionales que influenciaron notablemente su enfoque arquitectónico.
En 1984, Kalach participó en la 71ª edición del Paris Prize de la Escuela de Artes de Columbus, Indiana, donde obtuvo un meritorio segundo lugar. Este éxito temprano fue seguido en 1995 por un tercer lugar en el Concurso Internacional para el proyecto del Kunstmuseum en Bonn, Alemania. Un año más tarde, en 1996, Kalach alcanzó el primer lugar en el Concurso Internacional Petrosino Park en Nueva York, colaborando con Regazzoni y González Rojas, y en una asociación posterior con Buendía y Miserachi, logró ganar el concurso para el Colegio Alemán de Puebla.
Su trabajo ha sido extensamente reseñado y expuesto tanto individual como colectivamente. Entre sus exposiciones más destacadas se encuentran la del Museo de Arte Moderno de México en 1984, titulada "Proyectos para la ópera de la Bastilla", y una en la Hartell Gallery de Nueva York sobre Arquitectura del Paisaje. Sus proyectos han sido publicados en numerosas revistas especializadas tanto mexicanas como internacionales.
Kalach ha mostrado siempre un especial interés por el urbanismo en la Ciudad de México. Fundó el colectivo México:Ciudad Futura, colaborando con arquitectos de la talla de Teodoro González de León, Gustavo Lipkau y José Castillo para desarrollar ideas a gran escala.
Un hito destacado en su carrera fue en el año 2004, cuando junto con Juan Palomar, Gustavo Lipkau y Tonatiuh Martínez, ganó el concurso internacional para construir la Biblioteca Vasconcelos. Inaugurada en 2006, esta biblioteca es reconocida no solo por su envergadura y modernidad, sino también por su integración con espacios verdes y áreas de lectura al aire libre, reflejando la filosofía de Kalach de crear arquitectura en armonía con la naturaleza.

## Obras
Entre las obras más desatacadas diseñadas por Kalach, se encuentran las siguientes:
1. Biblioteca Vasconcelos - Esta gran biblioteca en la Ciudad de México es una de las obras más conocidas de Kalach, destacando por su diseño arquitectónico innovador y su integración con áreas verdes.
2. Reforma 27[2]